# Уомоморто II (Кампобасо)
Уомоморто II је насеље у Италији у округу Кампобасо, региону Молизе.
Према процени из 2011. у насељу је живело 27 становника. Насеље се налази на надморској висини од 350 м.